# Rescate bancario español
El Rescate bancario español hace referencia a las ayudas públicas y rescates financieros proporcionadas por la Comisión Europea mediante el Mecanismo Europeo de Estabilidad a entidades financieras en el marco de la crisis económica española de 2008.
El FROB, redenominado Autoridad de Resolución Ejecutiva, actuó como fondo de rescate y en su informe de diciembre de 2019, contabilizando las ayudas del FROB, Fondo de Garantía de Depósitos (FGD) y la Sareb, señala que se han gestionado procesos de rescate de entidades del sistema bancario que representaban el 38,3% del total de depósitos cubiertos en las siguientes entidades con los importes en millones de euros: Bankia (22.424), Caixa Catalunya (Catalunya Banc) (12.599), Caja de Ahorros del Mediterráneo (12.474), NovaCaixaGalicia (9.404), Banco de Valencia (6.103), Caja Castilla-La Mancha (4.215), Sareb (2.192), Unnim (1997), BMN (1.645), Banco CEISS (1559), Cajasur (1.192), Banca Cívica (977), Caja3 (407), Banco Gallego (245) y Liberbank (124).
Desde 2009, se inyectaron más de 66.000 millones de euros entre FROB y FGD. De ese montante, 41.300 millones correspondieron a fondos del Mecanismo Europeo de Estabilidad (MEDE), desembolsados por la Comisión Europea entre julio de 2012 y diciembre de 2013, y solicitados por el Gobierno español de entre una disponibilidad de 100.000 millones. Según cálculos de 2020, 43.225 millones estarían perdidos — un 73% de las ayudas públicas aportadas. El balance publicado por el FROB el mismo año resume que el Estado habría invertido en el sector financiero 56.545 millones entre capital y productos híbridos, y 2.326 millones en garantías; solo recuperando 5.917 millones, un 10%.

## Rescate
En el contexto de la crisis financiera en el 2008 el Banco de España realizó diferentes actuaciones en parte sufragadas por el Fondo de reestructuración ordenada bancaria (FROB), entre ellas la intervención de cinco entidades bancarias que previamente habían sido avaladas por un crédito de 100 mil millones de euros.
- Caja Castilla-La Mancha (28/03/2009)
- Cajasur (22/05/2010)
- Caja de Ahorros del Mediterráneo (22/07/2011)
- Banco de Valencia[8] (21/11/2011)
- Caja Madrid (ahora Bankia)[9]

El 30 de septiembre de 2011 el Banco de España nacionalizó otras tres cajas de ahorro por valor de 4751 millones de euros, sufragado por el Fondo de reestructuración ordenada bancaria (FROB):
- Caixa Catalunya (30/09/2011)
- Novacaixagalicia (30/09/2011)
- Unnim (30/09/2011)

### Anuncio oficial del rescate
El 3 de febrero de 2012 el ministro de Economía Luis de Guindos declara que España necesita cincuenta mil millones de Euros. 
El 24 de abril de 2012, el FMI pide a Bankia que mejore el balance y la gestión. El sábado 9 de junio de 2012 el ministro de Economía Luis de Guindos anunció que España había solicitado y obtenido de la Unión Europea un rescate bancario de hasta cien  mil millones de euros que el Estado utilizó para sanear el sistema financiero español a través del FROB. A pesar de que el último garante del dinero concedido es el Estado y no los bancos (porque la normativa de los fondos europeos de rescate no se ha cambiado, como se apresuró a recordar el ministro de Hacienda alemán, Wolfgang Schäuble: "España garantizará el préstamo y tendrá que devolverlo"), el ministro Guindos se negó a llamarlo rescate. "Es un préstamo en condiciones muy favorables, mejores que las del mercado", afirmó. La prima de riesgo de los bonos del Estado español había subido en junio de 2012 elevando así la tasa de interés a un 6,7% (bono a 10 años), nivel difícilmente sostenible a largo plazo.
El Gobernador del Banco de España en la época del rescate, Miguel Ángel Fernández Ordóñez, declaró en enero de 2015 que fueron declaraciones del Ministro de Economía al Financial Times lo que precipitó el rescate aumentando enormemente la cuantía del mismo.
Apoyando la tesis de Fernández Ordóñez está el hecho de que Italia —teniendo sus bancos necesidades de trescientos cincuenta mil millones de Euros—, sorteó el rescate hasta 2015 y evitando los duros costes que tuvo que afrontar la sociedad española.

### Dilema sobre si hubo rescate a España
A diferencia de Irlanda rescatada por el FEEF, Grecia, Portugal y Chipre, mientras que el rescate en estos países es de la totalidad de sus economías (rescate-país), en España, se rescataron únicamente determinadas entidades bancarias y financieras. Así pues, en el caso de España, su economía nacional ni ha sido rescatada ni intervenida y sí lo han sido por el contrario y con carácter exclusivo determinadas cajas y bancos (que hasta hacía poco eran cajas).
La cantidad que España ha tenido que desembolsar para el rescate-país de Irlanda, Grecia, Portugal y Chipre supera a la cantidad que la troika[cita requerida] ha concedido a sus bancos.[cita requerida]
Se le impusieron a España 37 condiciones para acceder al rescate que, contrariamente a lo difundido entonces por el gobierno, iban más allá del sector bancario (32 condiciones para el sistema financiero y alguna más para la política fiscal). Incluían requisitos macro, como la cláusula 30 del MOU de 20 de julio: "estricta observancia de los objetivos de déficit". Por otro lado las cláusulas 33, 34 y 36[cita requerida] crearon una verdadera troika, que viajó a España de continuo (supervisión trimestral) para comprobar el cumplimiento de los compromisos estructurales del país, tanto bancarios como económicos; el grado de intervencionismo permitiría "estar muy encima de la aplicación del rescate." España se comprometió a "consultar previamente a la troika cualquier medida sobre el sector" no incluida en el memorándum — un duro contrato a la manera de Berlín y Bruselas con "severas condiciones" para el Estado, los bancos, accionistas, poseedores de deuda subordinada y de participaciones preferentes (consideradas activos tóxicos). El País resume en 2012: "a cambio del rescate, la UE quita competencias a Economía y deja al Banco de España bajo la tutela efectiva del BCE", y remata: "aprovecha el rescate para someter a la economía española a una intervención en toda regla."
Esta negación del rescate [cita requerida] —que pagaban los socios europeos— por parte de Mariano Rajoy provocó indignadas respuestas de socios europeos incluso de su propia ideología (Congreso de los Populares).

### Reacción de la Prensa Internacional
Algunos medios internacionales calificaron el rescate bancario como "Rescate a España", bajo el argumento de que no había diferencias de partida sobre el rescate a Irlanda que también fue originado por un rescate a su banca También se criticó que el rescate fuera a través de un crédito al Estado español —y no directamente al sector financiero— pudiendo aumentar de esa forma la deuda pública hasta diez puntos porcentuales del PIB. Sin embargo, se elogió la actuación relativamente temprana — a comparación de Grecia, Irlanda e Italia que se vieron cortados de los mercados financieros.